# Джохор Бахру
Джохор Бахру е град в Южна Малайзия. Населението му е 1 370 738 жители (2009 г.), 2-ри по население град в Малайзия. Площта му е 185 кв. км. Основан е през 1855 г., а получава статут на град през 1994 г. Намира се в часова зона UTC+8.

## Побратимени градове
- Джида
- Истанбул
- Сурабая
- Шънджън

1. ↑  www.mbjb.gov.my //   Посетен на 8 март 2021 г.